# Ногароле Вичентино (Виченца)
Ногароле Вичентино (итал. Nogarole Vicentino) је насеље у Италији у округу Виченца, региону Венето.
Према процени из 2011. у насељу је живело 304 становника. Насеље се налази на надморској висини од 524 м.

## Становништво
Према резултатима пописа становништва 2011. у општини је живело 1.136 становника.
| 1931. | 1936. | 1951. | 1961. | 1971. | 1981. | 1991. | 2001. | 2011. |
| ----- | ----- | ----- | ----- | ----- | ----- | ----- | ----- | ----- |
| 1.484 | 1.446 | 1.375 | 1.082 | 810   | 737   | 825   | 995   | 1.136 |